# Frida Schahar-Rabinovich
Frida Schahar-Rabinovich   (17 de març de 1950), és una jugadora d'escacs israeliana. Va guanyar el Campionat d'escacs femení d'Israel el 1969.
Frida Schahar-Rabinovich va néixer i es va criar a Vílnius, Lituània. El seu pare, que regentava una cadena de mobles, va ensenyar a ella i a la seva germana gran, la Sima, a jugar als escacs. El 1966, va emigrar a Israel amb la seva família i va viure al sud de Tzahala a Tel-Aviv. Va estudiar hebreu en un estudi del Kibbutz Merhavia.
Al Campionat d'escacs femení d'Israel de 1967, Frida Schahar-Rabinovich va acabar segona amb la campiona sortint Clara Friedman després de la seva germana gran, Sima Rabinovich.
En el Campionat d'escacs femení d'Israel que va acabar el gener de 1970, Frida Schahar-Rabinovich va guanyar el títol, guanyant totes les partides, amb 12 punts.
Frida Schahar-Rabinovich va jugar representant Israel en una Olimpíada d'escacs femenina:
- L'any 1972, al primer tauler a la 5a Olimpíada d'escacs (femenina) a Skopje (+2, =4, -3).